# Вейн (Небраска)
Вейн (англ. Wayne) — місто (англ. city) в США, в окрузі Вейн штату Небраска. Населення — 5973 особи (2020).

## Географія
Вейн розташований за координатами 42°14′13″ пн. ш. 97°0′55″ зх. д. / 42.23694° пн. ш. 97.01528° зх. д. (42.237047, -97.015251).  За даними Бюро перепису населення США в 2010 році місто мало площу 5,83 км², з яких 5,72 км² — суходіл та 0,11 км² — водойми. В 2017 році площа становила 7,36 км², з яких 7,25 км² — суходіл та 0,11 км² — водойми.

## Демографія
Згідно з переписом 2010 року, у місті мешкало 5660 осіб у 1953 домогосподарствах у складі 987 родин. Густота населення становила 971 особа/км².  Було 2082 помешкання (357/км²).
Расовий склад населення:
| - 93,2 % — білих - 2,1 % — чорних або афроамериканців - 0,7 % — азіатів - 0,5 % — корінних американців - 0,2 % — вихідців з тихоокеанських островів - 2,0 % — осіб інших рас |

До двох чи більше рас належало 1,4 %. Частка іспаномовних становила 4,8 % від усіх жителів.
За віковим діапазоном населення розподілялося таким чином: 15,5 % — особи молодші 18 років, 72,1 % — особи у віці 18—64 років, 12,4 % — особи у віці 65 років та старші. Медіана віку мешканця становила 22,9 року. На 100 осіб жіночої статі у місті припадало 96,8 чоловіків;  на 100 жінок у віці від 18 років та старших — 94,6 чоловіків також старших 18 років.
Середній дохід на одне домашнє господарство  становив 61 669 доларів США (медіана — 40 801), а середній дохід на одну сім'ю — 79 520 доларів (медіана — 65 515). Медіана доходів становила 41 231 долар для чоловіків та 33 077 доларів для жінок. За межею бідності перебувало 21,4 % осіб, у тому числі 20,1 % дітей у віці до 18 років та 1,8 % осіб у віці 65 років та старших.
Цивільне працевлаштоване населення становило 2970 осіб. Основні галузі зайнятості: освіта, охорона здоров'я та соціальна допомога — 37,8 %, мистецтво, розваги та відпочинок — 14,1 %, роздрібна торгівля — 10,4 %, фінанси, страхування та нерухомість — 7,3 %.